# Nuni Omot
Anunwa „Nuni” Omot (ur. 3 października 1994 w Nairobi) – południowosudańsko-amerykański koszykarz, występujący na pozycjach niskiego lub silnego skrzydłowego.
W 2018 reprezentował Golden State Warriors, podczas letniej ligi NBA w Las Vegas i Sacramento. Rozegrał też jedno spotkanie przedsezonowe w barwach Brooklyn Nets.
9 grudnia 2020 został zawodnikiem Trefla Sopot.

## Osiągnięcia
Stan na 11 sierpnia 2024, na podstawie, o ile nie zaznaczono inaczej.
NJCAA
- Mistrz konferencji NJCAA (2016)
- Zaliczony do:
  - składu NJCAA honorable mention All-America (2016)[4]
  - I składu All-Region (2016)

NCAA
- Uczestnik rozgrywek Sweet 16 turnieju NCAA (2017)

Drużynowe
- Mistrz Koszykarskiej Ligi Afryki (2023)

Indywidualne
- MVP Koszykarskiej Ligi Afryki (BAL – 2023)
- Zaliczony do I składu BAL (2023)